# Polyplax werneri
Polyplax werneri – gatunek wszy z rodziny Polyplacidae. Powoduje wszawicę. Pasożytuje na drobnym gryzoniu z podrodziny myszoskoczek – tłustogonie afrykańskim (Pachyuromys duprasi).
Samica wielkości 1,2 mm, samiec mniejszy osiąga wielkość 0,7 mm. Anteny wykazują dymorfizm płciowy. U samców bazowy segment anteny powiększony, zaś trzeci segment znacznie zmodyfikowany w stosunku do trzeciego segmentu u samicy. Wszy te mają ciało silnie spłaszczone grzbietowo-brzusznie. Samica składa jaja zwane gnidami, które są mocowane specjalnym „cementem” u nasady włosa. Rozwój osobniczy trwa po wykluciu się z jaja około 14 dni. Występuje na terenie Afryki w Egipcie i Maroku.